# Миллим

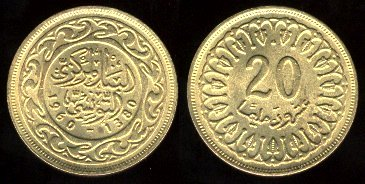
Тунисская монета в 20 миллимов

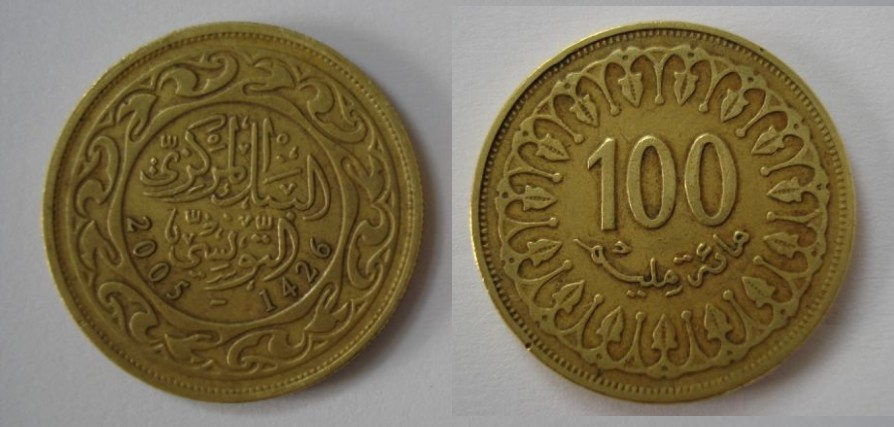
Тунисская монета в 100 миллимов

Миллим, иногда милльем (от фр. millime — тысячная доля) — разменная денежная единица Туниса, 1⁄1000 динара. В различные периоды выпускались монеты номиналом в 200, 100, 50, 20, 10, 5, 2 и 1 миллим.